# Притча про нерозумного багача
При́тча про нерозу́много багача́ — одна з притч Ісуса Христа, яка описується у Євангелії від Луки. У ній розказано про людину, яка багатство своє вирішила вжити для розваг і накопичення, не знаючи, що незабаром помре: 
| " | І промовив до них: Глядіть, остерігайтеся всякої зажерливости, бо життя чоловіка не залежить від достатку маєтку його. І Він розповів їм притчу, говорячи: В одного багача гойно нива вродила була. І міркував він про себе й казав: Що робити, що не маю куди зібрати плодів своїх? І сказав: Оце я зроблю, порозвалюю клуні свої, і просторніші поставлю, і позбираю туди пашню свою всю та свій достаток. І скажу я душі своїй: Душе, маєш багато добра, на багато років складеного. Спочивай, їж та пий, і веселися! Бог же до нього прорік: Нерозумний, ночі цієї ось душу твою зажадають від тебе, і кому позостанеться те, що ти був наготовив?... Так буває і з тим, хто збирає для себе, та не багатіє в Бога. (Лк. 12:15-21) | " |

## Пояснення
Ісус Христос навчав: «Глядіть остерігайтесь користолюбства (тобто бережіться любові до багатства, пристрасті до збагачення), Бо життя людини не залежить від її маєтку». А щоб люди краще зрозуміли це, Господь розповів притчу про нерозумного багача.
В одного багатого чоловіка добре вродила нива. І він почав міркувати: А потім вирішив: «Я ось що зроблю: розберу свої клуні й збудую нові, більші. Та й звезу туди весь урожай і все своє добро.
Скажу я душі своїй: „Душе моя, ти маєш удосталь добра на багато років. То ж не переймайся клопотами, їж, пий, тішся“».
Але Бог сказав йому: «Нерозумний! Цієї ночі душу твою заберуть у тебе; кому дістанеться те, що ти надбав?»
Закінчивши цю притчу Господь сказав: «Так буває з тим хто, збирає скарби для себе, а не у Бога багатіє».
Тобто те саме спіткає кожного з нас, який збирає багатство тільки для себе, для своїх вигод і свого задоволення, а не для Бога, тобто не для добрих, угодних Богу справ — не допомагає ближнім і не полегшує їхніх страждань. Бо коли прийде смерть до людини, то земне багатство не принесе людині ніякої користі.

«Через це кажу вам — сказав Спаситель, Не журіться про життя, що ви будете їсти, і ні про тіло, у що ви зодягнетеся» Бо життя людське — то більше, ніж харчі, а тіло людське — то більше, ніж одежина… Ваш же Отець знає, чого ви потребуєте. 
|             | Краще шукайте Царства Божого, а те все додасться вам |
| — Лк. 12:31 |                                                      |

Тобто найперше турбуйтесь як би спасти душу вашу, і як виконувати заповіді Божі. Будьте добрі та милосердні та робіть душу праведною, такою яка гідна бути у Царстві Божому. А все ж інше це потрібно тільки для душі, для земного життя, Господь пошле вам.